# Alexandra Roxo
Pour les articles homonymes, voir Alexandra et Roxo.
Alexandra Roxo, née le 1er mars 1984 à Miami, est une actrice, scénariste, réalisatrice et productrice américaine,.

## Biographie
Alexandra Roxo réalise et produit régulièrement ses films en duo avec sa partenaire, Natalia Leite, sous le nom de leur compagnie de production Purple Milk.

## Filmographie

### Actrice
- 2010 : Like Sugar on the Tip of My Lips (court métrage) : Laura
- 2010 : Mary Marie : Marie
- 2015 : What Doesn't Kill You (court métrage) : Lily
- 2015 : Bare : Ginger
- 2015 : The Knick (série télévisée) : Cate
- 2016 : Be Here Nowish (série télévisée) : Sam

### Réalisatrice - productrice - scénariste
| année     | film                                       | réalisatrice | productrice | scénariste | notes                      |
| --------- | ------------------------------------------ | ------------ | ----------- | ---------- | -------------------------- |
| 2008      | Out of the Blue                            | Oui          | Oui         | Oui        | court métrage              |
| 2009      | The Heart Is What Remains                  | Oui          |             | Oui        | court métrage              |
| 2009      | P-Star Rising                              |              | Oui         |            | documentaire               |
| 2010      | Bemvindo                                   | Oui          |             |            | court métrage              |
| 2010      | Mary Marie                                 | Oui          | Oui         | Oui        | long métrage               |
| 2014      | Every Woman: Life as a Truck Stop Stripper | Oui          |             |            | court métrage documentaire |
| 2015      | Bare                                       |              | Oui         |            | long métrage               |
| 2015      | Serrano Shoots Cuba                        | Oui          |             |            | documentaire               |
| 2014-2016 | Be Here Nowish                             | Oui          | Oui         | Oui        | série télévisée            |